# José Joaquín Araiza Muñoz
José Joaquín Araiza Muñoz (23 de març de 1900 – 27 de setembre de 1971), fou un mestre d'escacs mexicà.

## Resultats destacats en competició
El 1926 fou segon, rere Carlos Torre, a Ciutat de Mèxic. El 1928, empatà als llocs 12è-14è a La Haia (II Campionat del món d'escacs amateur; el campió fou Max Euwe). El 1930, fou 11è al Torneig de San Remo (el campió fou Aleksandr Alekhin). També el 1930, fou vuitè a Niça (el campió fou Savielly Tartakower).
El 1932, fou 11è a Pasadena (el campió fou Alekhin). El 1932 a Ciutat de Mèxic Araiza organitzà i jugà el primer torneig internacional celebrat a Mèxic, assolint la tercera plaça rere Alekhin i Isaac Kashdan. El 1934, fou vuitè a Chicago (els guanyadors foren Samuel Reshevsky i Reuben Fine). El 1934, fou tretzè a Syracuse (el guanyador fou Reshevsky). El 1934/35, fou quart a Ciutat de Mèxic, rere Fine, Herman Steiner i Arthur Dake. El 1945, empatà als llocs novè-desè a Hollywood (el campió fou Reshevsky).